# Los harapos imperiales

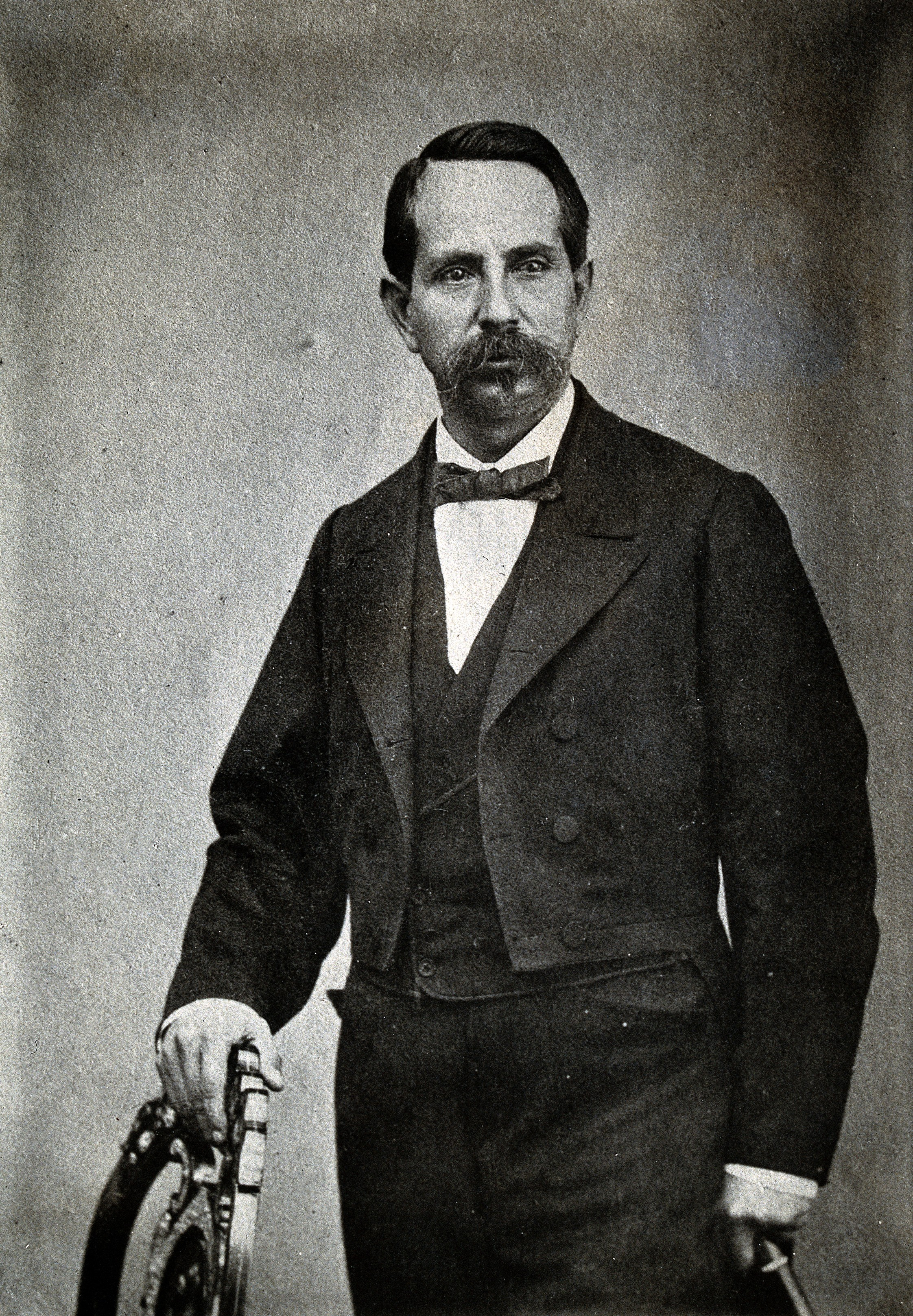
Vicente Licea

Los harapos Imperiales es un manuscrito histórico mexicano de 1867 que describe el encarcelamiento y enjuiciamiento del doctor Vicente Licea quién intervino en el embalsamamiento de Maximiliano I de México, constituyéndose en una fuente histórica sobre la muerte y destino del cadáver de dicho personaje. Su autor es desconocido.

## Documento
Con el derrocamiento del Segundo Imperio Mexicano, el régimen republicano condenó a muerte al emperador Maximiliano, quien fue ejecutado mediante fusilamiento el 19 de junio de 1867 en el Cerro de las Camapanas, junto con los generales Miguel Miramón y Tomás Mejía. El cadáver de Maximiliano fue devuelto al convento de las Capuchinas de Querétaro donde se hospedó hasta el día de su traslado y el doctor Vicente Licea fue uno de los médicos designados para realizar el embalsamamiento del cuerpo, proceso que duró alrededor de siete días.
Durante ese tiempo, muchas personas de Querétaro se acercaron al doctor Licea para pedirle remojar prendas y algodones con la sangre del emperador.
La princesa Agnes de Salm Salm, quien antes había rogado por la vida de Maximiliano, acusó al doctor Licea por el robo y venta de harapos que obtuvo del cuerpo del emperador después de los hechos que sucedieron en Querétaro. La denuncia de la princesa señalaba que el doctor lucraba con las pertenencias. 
Este documento da cuenta que el doctor no recibió ninguna compensación por los servicios que realizó al tratar el cuerpo del emperador, el cual tenían que regresar a Viena intacto, de acuerdo a un arreglo entre Benito Juárez y Austria.  Dicha falta de honorarios, fue lo que lo orilló a vender la máscara mortuoria para obtener algunos recursos. El informe fue creado como una investigación pormenorizada de los hechos, probablemente en defensa del doctor Licea. 
El documento manuscrito actualmente se encuentra custodiado por el Centro de Estudios de Historia de México Carso.